# Bayrisches Haus

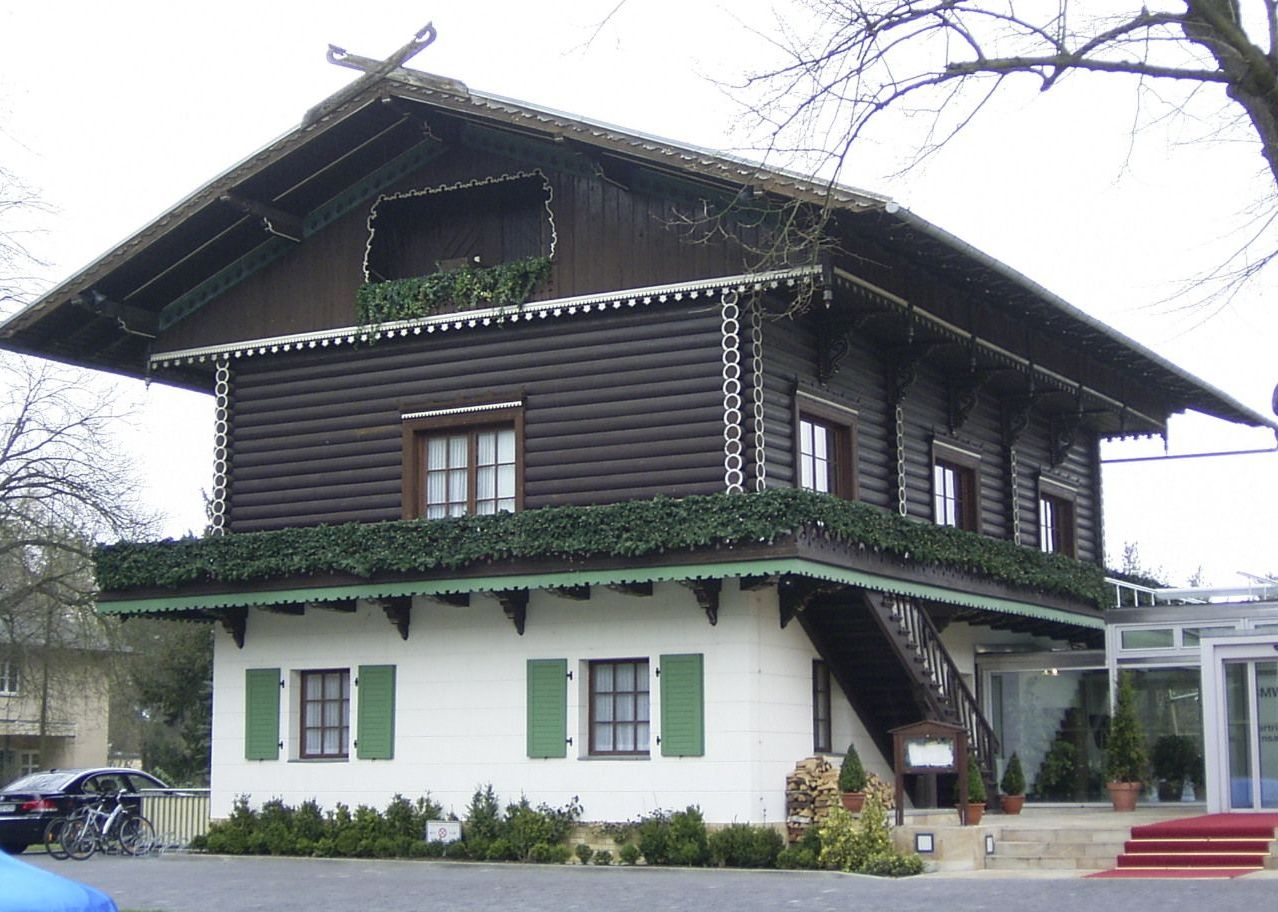
Bayrisches Haus

Das Bayrische Haus ist ein Gebäude im Wildpark Potsdam, das künftig als Klinik genutzt wird. Es wurde im Auftrag von Friedrich Wilhelm IV. im Jahre 1847 errichtet. 

## Lage
Gelegen am nördlichen Hang des Schäfereiberges war es ein Geschenk für die Gattin des Preußenkönigs, Prinzessin Elisabeth Ludovika von Bayern, die sich wohl nach ihrer alten Heimat sehnte. Das damals noch unbewaldete Hügelplateau bot einen weiten Blick auf die Havellandschaft. 

## Geschichte
Das Gebäude wurde 1847 durch den Oberbaurat Ludwig Ferdinand Hesse errichtet, der auch für das Belvedere auf dem Pfingstberg verantwortlich zeichnete. Nach dem Ersten Weltkrieg wurde das Haus an einen Gastwirt verpachtet. Während der Olympischen Spiele 1936 zählte der Weltmeister im Schwergewicht Max Schmeling zu den Gästen. 1939 wurde im Wildpark das Oberkommando der Luftwaffe eingerichtet, das nahe gelegene Ausflugslokal musste daher geschlossen werden. 
Nach dem Zweiten Weltkrieg wurden Möbel und Kunstgegenstände von der Sowjetunion erbeutet und dorthin abtransportiert. Von Herbst 1952 bis November 1959 wurde das Gebäude als Lehrlingswohn- und ausbildungsheim der Forstwirtschaft genutzt (LWH „7. Oktober“, vgl. Chronik des Lehrlingsheimes in der Weiterbildungsstätte der Forstwirtschaft Land Brandenburg in Finkenkrug). Danach wurde es für Dienstwohnungen der Forstwirtschaft genutzt. Ab 1985 wurde das Bayrische Haus im Auftrag der SED-Bezirksleitung zu einem Gästehaus umgebaut. Es entstanden verschiedene Ergänzungsbauten. 
Von Juli 2001 bis August 2021 wurde das Bayrische Haus als Vier-Sterne-Superior-Hotel genutzt, als Mitglied in Relais & Châteaux angeboten, das Luxushotels und -Restaurants präsentiert. Das Restaurant des Hauses Kabinett F.W. war unter Alexander Dressel seit 2004 mit einem Michelinstern ausgezeichnet. Am 28. Juni 2021 fand darin das Treffen der Staatsoberhäupter der deutschsprachigen Länder statt. Gastgeber war Bundespräsident Frank-Walter Steinmeier.
Die Immobilie wurde 2021 von den Oberberg Kliniken gekauft und soll nach einem Umbau als psychosomatische Klinik genutzt werden.